# Раян Веске
Раян Веске (англ. Ryan Vesce; 7 квітня 1982, м. Ллойд-Гарбор, США) — американський хокеїст, центральний/правий нападник. Виступає за ХК «Шеллефтео» в Елітсерії.
Виступав за Корнельський університет (NCAA), «Регле» (Енгельгольм), «Спрингфілд Фелконс» (АХЛ), «Бінгемтон Сенаторс» (АХЛ), ГІФК (Гельсінкі), «Вустер Шаркс» (АХЛ), «Сан-Хосе Шаркс», «Торпедо» (Нижній Новгород).
В чемпіонатах НХЛ — 19 матчів (3+2). В чемпіонатах Фінляндії — 56 матчів (26+18), у плей-оф — 7 матчів (1+2).